# Scoot McNairy
Scoot McNairy   (Dallas, 11 de novembre de 1977) nom artistic de John Marcus "Scoot" McNairy és un actor i productor estatunidenc conegut pels seus papers en pel·lícules, com ara Monsters, Argo, Killing Them Softly, 12 Years a Slave, Frank, Gone Girl, Batman v Superman: Dawn of Justice i Once Upon a Time in Hollywood. A la televisió, va protagonitzar el Halt and Catch Fire, True Detective a AMC i la minisèrie occidental de Netflix Godless .

## Primers anys de vida
McNairy va néixer a Dallas, Texas. A més d'una casa a Dallas, la família tenia un ranxo a París rural ,Texas, on passaven estones durant els caps de setmana i els dies de vacances. Durant l'adolescència, va fer teatre en programes extraescolars. El seu pare va començar a cridar-li Scooter quan tenia uns dos anys. "Molta gent és com, oh, ha de ser alguna història sorprenent. Però és perquè jo solia escotar-me al cul", diu McNairy.
McNairy ha afirmat que és "altament dislèxic " i que va haver "d'anar a l'escola de dislèxia durant quatre anys". Es descriu com un aprenent visual i es va sentir atret per les pel·lícules per aquest motiu. McNairy va estudiar a Lake Highlands High School .

## Carrera

### Actor
McNairy es va traslladar a Austin, Texas, quan tenia 18 anys per assistir a la Universitat de Texas a Austin. Va aparèixer a Wrong Numbers (números equivocats) (2001), escrit i dirigit per Alex Holdridge. La pel·lícula va guanyar el premi del públic al Festival de Cinema d'Austin. Holdridge va ser contractat per reemplaçar els números equivocats a una imatge d'estudi, que mai no va ser feta.
Interessat en la cinematografia i la fotografia, McNairy es va traslladar a Los Angeles per anar a l'escola de cinema. Va assistir durant un any, després ho va abandonar i va començar a treballar en la producció de cinema, fent fusteria i construint sets per les pel·lícules. Després va treballar com a extra, fins que finalment va trobar treball estable en més de 200 anuncis de televisió. Finalment, li van oferir papers en llargmetratges, una carrera que segueix des del 2001.
Durant els inicis del 2000, McNairy va retratar homes joves i coloristes amb un avantatge rebel. Va tenir petites parts en pel·lícules, incloent Wonderland (2003), Herbie: Fully Loaded (2005) i Art School Confidential (2006).
El 2010, McNairy va treballar a The Listening Party com a Ferret i Everything Will Happen Before You Die com a Matt. El 2010 també es va estrenar la pel·lícula invasora alienígena de Gareth Edwards anomenada Monsters, que va comptar amb un diàleg àmpliament improvisat i es va rodar a Mèxic, Guatemala, Costa Rica i Texas.
El 2011, McNairy va interpretar a Frankie en la pel·lícula del director Andrew Dominik, Killing Them Softly (2012), interpretant al costat de Brad Pitt. La pel·lícula està basada en la novel·la de Cogan's Trade, de George V. Higgins, de 1974, que es va tornar a concebre durant les eleccions de 2008.
Va protagonitzar una sèrie de papers de gran prestigi, com ara Argo de Ben Affleck (2012), Gus Van Sant 's Promised Land (2012) i Touchy Feely de Lynn Shelton (2013) davant Rosemarie DeWitt, que també protagonitzen Ellen Page, Josh Pais i Allison Janney. Pel seu paper de Joe Stafford a Argo, va estudiar persa, que va parlar en el seu monòleg final de la pel·lícula.
El 2013 va aparèixer a 12 anys a esclau de Steve McQueen, que va tornar a incloure Pitt. McNairy va filmar la seva segona pel·lícula amb Michael Fassbender, Frank de Leonard Abrahamson i coprotagonitzar al film Non-Stop de Jaume Collet-Serra (2014), davant de Liam Neeson i Julianne Moore.
Apareix a The Rover de David Michod (2014) davant Robert Pattinson i Guy Pearce. McNairy va protagonitzar el drama de l'xarxa AMC Halt and Catch Fire, sobre el negoci informàtic de la dècada de 1980. Per casualitat, la dona del seu personatge a Halt and Catch Fire és protagonitzada per l'actriu Kerry Bishé, que també va interpretar ser la seva parella a Argo .
McNairy va interpretar Wallace Keefe a Batman v Superman: Dawn of Justice (2016). El setembre de 2016, McNairy va ser anunciada com a membre del repartiment en la tercera temporada del drama FX Fargo. El 2017, McNairy va interpretar al cap de crim Novak al drama del crim Sleepless.
El 2018, McNairy és narrador i retrata l'agent de la DEA Walt a Narcos: Mèxic, la sèrie successora de Narcos .

### Productor
Va treballar com a productor el 2007 a A la recerca d'un petó de mitjanit, en el qual també va protagonitzar i a la qual es coneix la seva pel·lícula estrella.
Ha treballat en diversos projectes com a actor i productor, inclosos com ara In the Woods; i Angry White Man, Dragon Day i The Off Hours, tots llançats el 2011.

### Altres treballs
El 2002, McNairy va aparèixer al videoclip de Death Cab per a Cutie 's " A Movie Script Ending ".
El 2006, McNairy va aparèixer al videoclip de " Fidelity " de Regina Spektor, dirigit per Marc Webb, amic de McNairy.
El 2009, McNairy va aparèixer a la Llibreria per a "Jpod" de Douglas Coupland, atribuïda incorrectament com a "Scoot McNally"

## Vida personal
McNairy es va casar amb l'actriu Whitney Able el 2010. Inicialment van començar a sortir a Los Angeles uns sis mesos abans de coprotagonitzar Monsters. Tenen dos fills. El 19 de novembre de 2019, Able va anunciar que la parella s'havia divorciat.

## Filmografia

### Pel·lícules
| Any  | Títol                                 | Paper                | Notes      |
| ---- | ------------------------------------- | -------------------- | ---------- |
| 2001 | Wrong Numbers                         | Russell              |            |
| 2002 | Plugged In                            |                      | Short film |
| 2003 | Sexless                               | Ryan                 |            |
| 2003 | Wonderland                            | Jack                 |            |
| 2003 | Silenced                              | Friend 1             | Short film |
| 2004 | D.E.B.S.                              | Stoner               |            |
| 2004 | White Men in Seminole Flats           | Dale                 | Short film |
| 2004 | Sleepover                             | DJ at Club           |            |
| 2005 | Herbie: Fully Loaded                  | Augie                |            |
| 2006 | Marcus                                | Charles              |            |
| 2006 | Art School Confidential               | Army-Jacket          |            |
| 2006 | Bobby                                 | Beatnik              |            |
| 2006 | The Shadow Effect                     | Harold Grey          | Short film |
| 2006 | Mr. Fix It                            | Dan                  |            |
| 2007 | In Search of a Midnight Kiss          | Wilson               | Producer   |
| 2007 | Blind Man                             | Sparky Collins       |            |
| 2008 | Wednesday Again                       | Peter                |            |
| 2009 | Shipping and Receiving                | Steve Porter         | Short film |
| 2009 | Cop Out                               | Mike Singbush        | Short film |
| 2009 | The Resurrection of Officer Rollins   | Shooter              | Short film |
| 2009 | Mr. Sadman                            | Stevie               |            |
| 2010 | Wreckage                              | Frank Jeffries       |            |
| 2010 | Everything Will Happen Before You Die | Matt                 |            |
| 2010 | Monsters                              | Andrew Kaulder       |            |
| 2010 | Wes and Ella                          | Wes                  |            |
| 2011 | Amor Fati                             | Teddy                | Short film |
| 2011 | The Off Hours                         | Corey                |            |
| 2011 | A Night in the Woods                  | Brody Cartwright     |            |
| 2011 | Angry White Man                       | Walt                 |            |
| 2012 | Killing Them Softly                   | Frankie              |            |
| 2012 | Argo                                  | Joe Stafford         |            |
| 2012 | Promised Land                         | Jeff Dennon          |            |
| 2013 | Touchy Feely                          | Jesse                |            |
| 2013 | Dragon Day                            | Phil                 |            |
| 2013 | 12 Years a Slave                      | Brown                |            |
| 2014 | Non-Stop                              | Tom Bowen            |            |
| 2014 | Marvel One-Shot: All Hail the King    | Jackson Norriss      | Short film |
| 2014 | The Rover                             | Henry                |            |
| 2014 | Frank                                 | Don                  |            |
| 2014 | Gone Girl                             | Tommy                |            |
| 2014 | Black Sea                             | Daniels              |            |
| 2015 | Our Brand Is Crisis                   | Rich                 |            |
| 2016 | Batman v Superman: Dawn of Justice    | Wallace Keefe        |            |
| 2017 | Sleepless                             | Rob Novak            |            |
| 2017 | Aftermath                             | Jacob "Jake" Bonanos |            |
| 2017 | War Machine                           | Sean Cullen          |            |
| 2018 | The Legacy of a Whitetail Deer Hunter | Greg                 |            |
| 2018 | Destroyer                             | Ethan                |            |
| 2019 | Once Upon a Time in Hollywood         | Business Bob Gilbert |            |
| 2019 | The Parts You Lose                    | Ronnie               |            |
| 2021 | C'mon C'mon                           | Paul                 |            |
| 2022 | Blonde                                | Tommy Ewell          |            |
| 2022 | La noia que ho tenia tot (pel·lícula) | Andrew Larson        |            |
| 2022 | Lil, el meu amic cocodril             | Mr. Primm            |            |
| 2023 | Fairyland                             | Steve Abbott         |            |
| 2023 | Blood for Dust                        | Cliff                |            |
| 2024 | Speak No Evil                         | Ben Dalton           |            |
| 2024 | Nightbitch                            | Marit                |            |
| 2024 | A Complete Unknown                    | Woody Guthrie        |            |

### Televisió
| Any               | Títol                          | Paper                         | Notes                                                                            |
| ----------------- | ------------------------------ | ----------------------------- | -------------------------------------------------------------------------------- |
| 2004              | Bones Noies No .               | Enric                         | Episodi: "My Best Friend Is a Big Fat Slut"                                      |
| 2005              | Six Feet Under                 | Trevor                        | Episodi: " Tot sol "                                                             |
| 2005              | A prop de casa                 | TJ                            | Episodi: " Meth Murders "                                                        |
| 2006              | Més, Paciència                 | Jake                          | Cinema de televisió                                                              |
| 2006              | Assassinat 101                 | Panache                       | Cinema de televisió                                                              |
| 2006              | Jake in Progress               | El degà Thomas Stilton        | Episodis: " Eyebrow Girl vs. Cara de Smirk " " El calent "                       |
| 2007              | How I Met Your Mother          | Treballador de menjar ràpid   | Episodi: " Something Blue "                                                      |
| 2007-2011         | Bones                          | Noel Liftin                   | Episodis: " El secret en el sòl " " L'home a la casa " " El temer en el motlle " |
| 2008              | Assassinat 101: New Age        | Panache                       | Cinema de televisió                                                              |
| 2008              | L'escut                        | Doug Obermyer                 | Episodi: " Snitch "                                                              |
| 2008              | My Name Is Earl                | Xinxes                        | Episodi: " Deixeu-vos del Snitchin "                                             |
| 2008              | Onzena Hora                    | Rudy Callistro                | Episodi: " Surge "                                                               |
| 2009              | CSI: Crime Scene Investigation | Vitas Llarg                   | Episodi: " Lover's Lanes "                                                       |
| 2011              | La veritat sencera             | Larry Thompson                | Episodi: " Perdut en traducció "                                                 |
| 2013-2015         | Axe Cop                        | Lladre Scoot / Sun (veu)      | 3 episodis                                                                       |
| 2014–2017         | Halt and Fire Fire             | Gordon Clark                  | Paper principal; 40 episodis                                                     |
| 2017              | Fargo                          | Maurice LeFay                 | 2 episodis                                                                       |
| 2017              | Sense Déu                      | Bill McNue                    | Minisèries; 7 episodis                                                           |
| 2018 – actualitat | Narcos: Mèxic                  | Agent Walt Breslin / Narrador | 10 episodis                                                                      |
| 2019              | True Detective                 | Tom Purcell                   | Temporada 3                                                                      |
| 2020              | Estima la vida                 | Bradley                       | Paper recurrent, properes sèries                                                 |
| TBA               | Una lleialtat superior         | Rod Rosenstein                | Propera minisèrie                                                                |

| Any  | Títol                        | Notes            |
| ---- | ---------------------------- | ---------------- |
| 2007 | In Search of a Midnight Kiss |                  |
| 2012 | Si us plau, Alfonso          | Pel·lícula curta |
| 2013 | Recta A                      |                  |
| 2014 | Frank i Cindy                |                  |

## Premis
McNairy ha tingut una candidatura i una premi per A la recerca d'un petó de mitjanit.
| Premi                                            | Any  | Resultat  | Categoria / destinatari (s)                                                                            | Pel·lícula                                |
| ------------------------------------------------ | ---- | --------- | --- | ----------------------------------------- |
| Premis Guild Actors Screen                       | 2013 | Guanyador | Excel·lent actuació d'un repartiment en moviment                                                       | Argo (2012)                               |
| Festival Internacional de Cinema de Palm Springs | 2013 | Guanyador | Premi Ensemble Cast                                                                                    | Argo (2012)                               |
| Festival de Hollywood                            | 2012 | Guanyador | Conjunt de l'any                                                                                       | Argo (2012)                               |
| Societat de Crítics de Cinema de Phoenix         | 2012 | Nominat   | Millor actuació                                                                                        | Argo (2012)                               |
| Societat de Crítics de Cinema de San Diego       | 2012 | Nominat   | Millor rendiment de conjunt                                                                            | Argo (2012)                               |
| Festival Internacional de Cinema de Hamptons     | 2012 | Guanyador | Breakthrough Performer                                                                                 | Matant-los suaument (2012)                |
| Premis britànics de cinema independent           | 2010 | Nominat   | Millor actor                                                                                           | Monsters (2010)                           |
| Premis Independent Spirit                        | 2009 | Guanyador | Premi John Cassavetes (Compartit amb: Alex Holdridge (escriptor / director) i Seth Caplan (productor)) | A la recerca d'un petó de mitjanit (2007) |